# Samuel J. Locklear

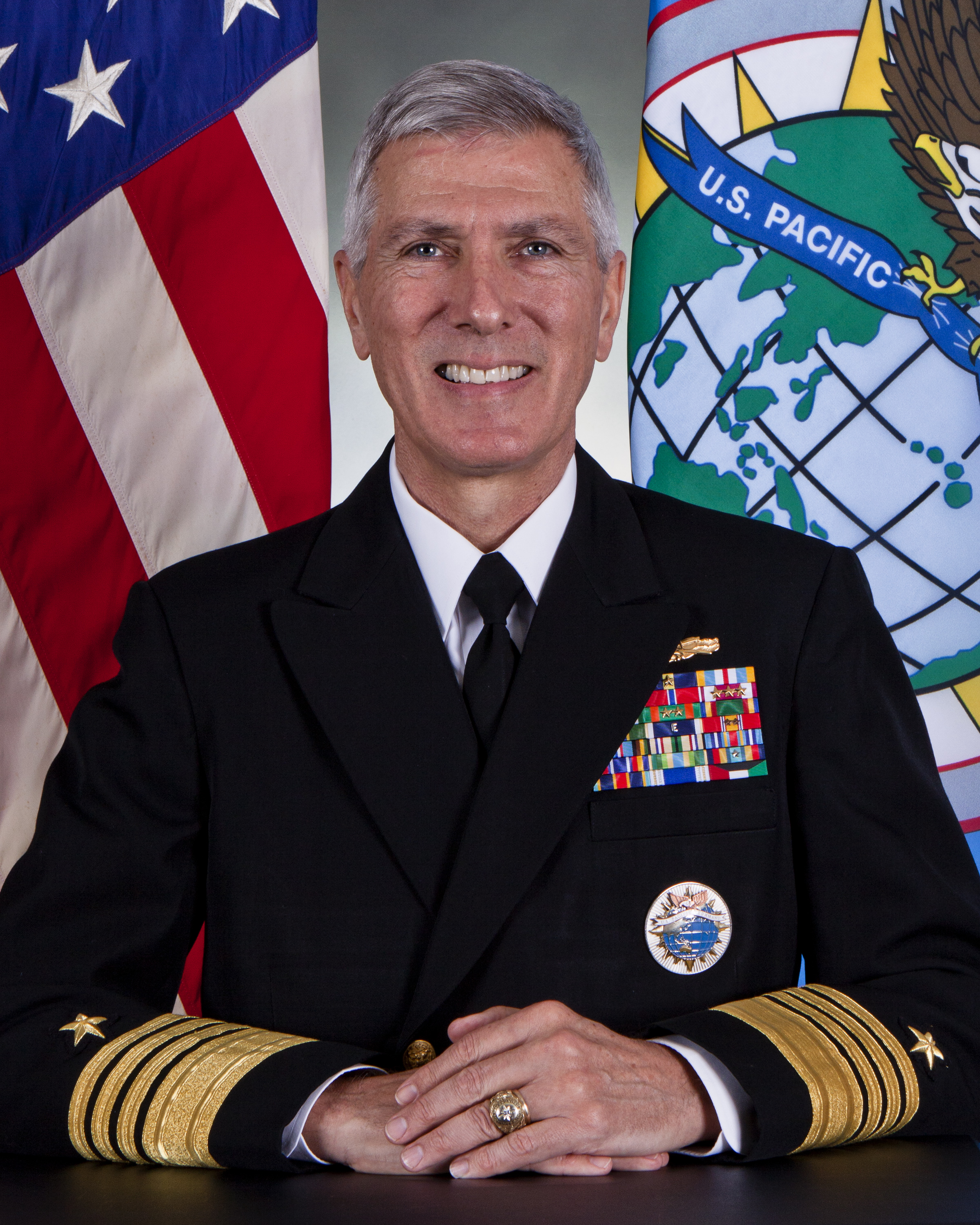
Samuel J. "Sam" Locklear III

Đô đốc (fr:Amiral quatre étoiles de l'United States Navy) Samuel J. "Sam" Locklear III (sinh ngày 28 tháng 10 năm 1954) là một đô đốc bốn sao của Hải quân Hoa Kỳ hiện đang là Tư lệnh tư lệnh quân đội Hoa Kỳ ở khu vực Thái Bình Dương, những bộ tư lệnh quan trọng nhất của quân đội Hoa Kỳ, thống lĩnh toàn bộ các quân chủng của Mỹ ở khu vực trên diện tích khoảng 272 triệu km2 kéo dài từ Ấn Độ Dương đến Thái Bình Dương và từ Bắc cực xuống Nam cực. Ông đã từng đảm nhận chức vụ Tư lệnh Lực lượng Hải quân Hoa Kỳ châu Âu - Tư lệnh Lực lượng Hải quân Mỹ ở châu Phi và chỉ huy của NATO, Tư lệnh Lực lượng chung Đồng Minh Napoli. Trước đó, ông giữ chức Giám đốc, Tổng tham mưu Hải quân từ tháng 7 năm 2009 đến 10 tháng 10 năm 2010. Ông bắt đầu giữ chức vụ hiện tại vào ngày 9 tháng 3 năm 2012.
Ông tốt nghiệp Học viện Hải quân Hoa Kỳ vào năm 1977, cử nhân về khoa học phân tích tác chiến. Sau khi nhận nhiệm vụ thiếu úy hải quân, ông đã phục vụ trên tàu en:USS William V. Pratt (DDG-44) với chức vụ Trợ lý Động cơ đẩy chính và Sĩ quan điều khiển tên lửa. Sau đó ông được chọn để đào tạo và phục vụ trong chương trình Động cơ đẩy hạt nhân của Hải quân, và đảm nhiệm chức vụ Trợ lý trưởng ngành điện ở Carl Vinson.